# Okręty podwodne typu Glauco (1903)
Okręty podwodne typu Glauco – włoskie okręty podwodne z początku XX wieku i okresu I wojny światowej. W latach 1903–1909 w Arsenale w Wenecji zbudowano pięć okrętów tego typu. Jednostki weszły w skład Regia Marina w latach 1905–1909 i pełniły służbę na Morzu Adriatyckim. Wszystkie wzięły udział w działaniach wojennych, nie odnosząc żadnych sukcesów. Oprócz „Glauco”, który zakończył czynną służbę we wrześniu 1916 roku, pozostałe okręty zostały skreślone z listy floty we wrześniu 1918 roku.

## Projekt i budowa
Okręty podwodne typu Glauco zostały zaprojektowane przez inż. Cesarego Laurentiego jako jednostki doświadczalne, jednak stały się pierwszymi budowanymi seryjnie okrętami podwodnymi we Włoszech . Zastosowane do napędu silniki benzynowe sprawiały duże zagrożenie ze względu na łatwopalne opary paliwa . Okręty charakteryzowały się konstrukcją częściowo dwukadłubową z głównymi zbiornikami balastowymi na śródokręciu i zbiornikami trymującymi na dziobie i rufie. Kształt kadłuba został zoptymalizowany pod kątem poruszania się na powierzchni z szeroką i płaską rufą, szerokim grzbietem służącym jako pokład i ostrym, wystającym przed pokrywami wyrzutni torped dziobem. Okręty miały stery głębokości umieszczone na dziobie i rufie. Prototypowy „Glauco” różnił się od siostrzanych jednostek uzbrojeniem (zainstalowano na nim trzy wyrzutnie torped w przeciwieństwie do dwóch na następnych okrętach typu)  oraz położeniem kiosku (bardziej z przodu w porównaniu do innych okrętów).
Wszystkie okręty typu Glauco zbudowane zostały w Arsenale w Wenecji. Stępki okrętów położono w latach 1903–1905, a zwodowane zostały w latach 1905–1909.
| Okręt      | Stocznia          | Początek budowy  | Wodowanie            | Wejście do służby    |
| ---------- | ----------------- | ---------------- | -------------------- | -------------------- |
| „Glauco”   | Arsenał w Wenecji | 1 lipca 1903     | 9 lipca 1905         | 15 grudnia 1905      |
| „Squalo”   | Arsenał w Wenecji | 6 sierpnia 1904  | 10 czerwca 1906      | 1 września 1906      |
| „Narvalo”  | Arsenał w Wenecji | 9 lutego 1905    | 21 października 1906 | 16 maja 1907         |
| „Otaria”   | Arsenał w Wenecji | 10 maja 1905     | 25 marca 1908        | 1 lipca 1908         |
| „Tricheco” | Arsenał w Wenecji | 6 listopada 1905 | 6 czerwca 1909       | 15 października 1909 |

## Dane taktyczno-techniczne
Jednostki typu Glauco były niewielkimi, przybrzeżnymi okrętami podwodnymi . Długość całkowita wynosiła 36,84 metra, szerokość 4,32 metra i zanurzenie 2,66 metra. Wyporność normalna w położeniu nawodnym wynosiła 157-161 ton, a w zanurzeniu 240-244 tony. Okręty napędzane były na powierzchni przez dwa silniki benzynowe FIAT lub Thornycroft o łącznej mocy 600 KM. Napęd podwodny zapewniały dwa silniki elektryczne Savigliano o łącznej mocy 170 KM. Dwuśrubowy układ napędowy pozwalał osiągnąć prędkość 13 węzłów na powierzchni i 6 węzłów w zanurzeniu . Zasięg wynosił 900 Mm przy prędkości 8 węzłów w położeniu nawodnym oraz 40 Mm przy prędkości 5 węzłów w zanurzeniu. Dopuszczalna głębokość zanurzenia wynosiła 25 metrów .
Okręty wyposażone były w trzy („Glauco”) lub dwie (pozostałe cztery jednostki) stałe dziobowe wyrzutnie torped kalibru 450 mm, z łącznym zapasem czterech torped.
Załoga pojedynczego okrętu składała się z 2 oficerów oraz 13 podoficerów i marynarzy.

## Służba
Okręty podwodne typu Glauco weszły do służby w Regia Marina w latach 1905–1909. W początkowym okresie załogi okrętów przechodziły szkolenie w Wenecji i odbywały rejsy głównie wzdłuż wybrzeża Adriatyku. W 1906 roku „Glauco” i „Squalo” uczestniczyły w manewrach morskich, które zakończyły się w Tarencie. Także w 1908 roku „Glauco”, „Squalo”, „Narvalo” i „Otaria” wzięły udział w kolejnych manewrach floty, które miały miejsce na Morzu Tyrreńskim. W momencie przystąpienia Włoch do I wojny światowej wszystkie okręty typu Glauco wchodziły w skład 4. dywizjonu okrętów podwodnych (wraz z „Foca” i „Delfino”). Jednostki uczestniczyły w defensywnych patrolach na wodach okalających bazy włoskiej floty w Brindisi i Wenecji. Od stycznia 1916 roku „Glauco” wraz z siostrzaną „Otarią” operowały z Tarentu. Jednostki nie odniosły podczas działań wojennych żadnych sukcesów.
„Glauco” został skreślony z listy floty 1 września 1916 roku, po czym był używany przez kilka lat jako okręt szkolny. Pozostałe cztery okręty zakończyły służbę we wrześniu 1918 roku.